# Самець (притока Росі)
Самець — річка в Україні, у межах Погребищенського району Вінницької області. Ліва притока Росі (басейн Дніпра).

## Опис
Довжина річки 30 км, площа басейну 240 км². Долина V-подібна, завширшки бл. 2 км, завглибшки до 40 м; лівий берег пологий. Заплава завширшки до 200 м . Річище завширшки 5—10 м, місцями замулене. Глибина річки на плесах до 0,6 м, швидкість течії у межень 0,3 м/с. Похил річки 2,9 м/км. Споруджено бл. 15 ставків, є водяні млини.

## Розташування
Самець бере початок на північний захід від с. Соснівки. Тече переважно на схід, у нижній течії — на південний схід. Впадає до Росі на південно-східній околиці села Гопчиця, неподалік від міста Погребище за 316 км від її гирла. 
Населені пункти вздовж берегової лінії: Соснівка, Свитинці, Ширмівка, Ліщинці, Старостинці, Гопчиця.

## Притоки
- Річка без назви (Глибокий Яр) - права притока. Бере  початок на південному сході від Зозулинців. Тече переважно на південний схід і на південному сході від Свитинців впадає у Самець за 13 км від його гирла. Довжина- 5,8 км, площа басейну - 15,5 км².
- Білуга (ліва).

У деяких джерелах і картах Білуга (Гопчиця) позначена як головна річка, а Самець (Мика) як її притока.